# Berne (Alemania)
Berne es un municipio situado en el distrito de Wesermarsch, en el estado federado de Baja Sajonia (Alemania). Su población estimada a finales de 2016 era de 6884 habitantes.
Se encuentra ubicado al norte del estado, a la orilla del río Weser, y a poca distancia de la costa del mar del Norte.